# Панчен-лама V
Лобса́нг Е́ше (тиб. བློ་བཟང་ཡེ་ཤེས; 1663—1737) — Панчен-лама V, тибетский религиозный и политический деятель.

## Биография
Родился в семье хорошо известных и знатных родителей в местности Тобгьел в провинции Цанг. Его отца звали Дечен Гьялпо, мать — Сераб Долма. Вскоре он был признан воплощением Лобсанга Чокьи Гьялцена (1570—1662), четвёртого Панчен-ламы, и с торжественной церемонией был водворён в монастырь Ташилунпо.
Он принёс обеты послушника, когда ему было 8 лет (7 по западному исчислению возраста), в Лхасе Нгавангу Лобсангу Гьяцо, Великому Пятому Далай-ламе (1617—1682), тогда же ему было присвоено имя Лобсанг Еше. В возрасте двадцати лет он был рукоположён Кончог Гьялценом.
Когда ему было 32 года (в 1696 или 1697 году), он направил поздравительную делегацию в Пекин. Император Канси (1662—1723) пригласил его в Пекин, но он попросил освободить его из страха заразиться оспой.
Регент, Сангье Гьяцо пригласил Панчен-ламу V Лобсанга Еше руководить принятием первых монашеских обетов Шестым Далай-ламой в городе Нанкарце на озере Ямджо-Юмцо, где Панчен-лама назвал его Цанг Гьяцо. В октябре 1697 года Цангьян Гьяцо был возведён на престол в качестве шестого Далай-ламы.
В 1701 году Лхавзан-хан, союзный китайцам хан хошоутов, убил регента Далай-ламы Сангье Гьяцо. Это очень расстроило молодого Далай-ламу, который прервал учёбу и даже, посетив Лобсанга Еше в Шигадзе, отказался дать первоначальные монашеские обеты.
В 1713 году Лобсанг Еше получил письмо, написанное золотом на трёх различных языках — тибетском, монгольском и маньчжурском, от императора Канси, который послал ему большую тангку с его именем на ней.
Седьмой Далай-лама был возведён на трон во дворце Потала в 1720 году. Он дал обеты монаха-послушника под руководством Пятого Панчен-ламы Лобсанга Еше, который нарёк его Келсанг Гьяцо. В 1726 году он принял обеты полного посвящения (обеты гелонга) также под руководством Лобсанга Еше.
В 1728 году император Юнчжэн (1723—1736) отправил алиха амбаня урегулировать границы между провинциями Уй и Цанг. В то время шла гражданская война, и китайцы попросили Панчен-ламу взять под контроль всю территорию между Хамбалой и горой Кайлаш. Панчен-лама отказывался несколько раз, ссылаясь на свой преклонный возраст, но в конец концов его убедили взять под контроль все земли Тибета, лежащие к западу от Панама и отказаться от владения Пагри, Гьянгдзе, Ярдошо и других мест в пользу правительства в Лхасе.
Он написал восемнадцать томов гимнов и наставлений, и скончался в 1737 году в возрасте 75 лет (74 по западному счислению).
Для его останков была построена гробница с позолоченным медным куполом, как и для его предшественника, только больше. Во время Культурной революции все гробницы Панчен-лам в Ташилунпо, от пятого до девятого, были уничтожены. Позднее они были восстановлены Десятым Панчен-ламой в виде огромной гробницы в монастыре Ташилунпо в Шигадзе, известной как Таши Лангяр.

## Комментарии
1. ↑  Алиха амбань (алегамба, алегомба, алехамба, алеханба, алихамба) (маньчж.) — глава приказа (палаты, министерства)[5].